# Liste der Biografien/Cru
Liste der Biografien |
Portal Biografien |
Personensuche
# |
A |
B |
C |
D |
E |
F |
G |
H |
I |
J |
K |
L |
M |
N |
O |
P |
Q |
R |
S |
T |
U |
V |
W |
X |
Y |
Z |
?
 
Ca |
Cb |
Cc |
Ce |
Ch |
Ci |
Cj |
Ck |
Cl |
Cm |
Cn |
Co |
Cr |
Cs |
Ct |
Cu |
Cv |
Cw |
Cy |
Cz
 
Cra |
Cre |
Crh |
Cri |
Crk |
Crl |
Crn |
Cro |
Cru |
Crv |
Cry |
Crz
Die Liste der Biografien führt alle Personen auf, die in der deutschsprachigen Wikipedia einen Artikel haben. Dieses ist eine Teilliste mit 420 Einträgen von Personen, deren Namen mit den Buchstaben „Cru“ beginnt.

## Cru

### Crub
- Crubilé, Sébastien (* 1975), französischer Unternehmer und Autorennfahrer

### Cruc
- Cruc, Oxana, moldauische Fußballschiedsrichterin
- Crucé, Émeric († 1648), französischer Mönch und Mathematiklehrer
- Cruce, Lee (1863–1933), US-amerikanischer Politiker
- Cruces, Adrián (* 2006), spanischer Motorradrennfahrer
- Cruchaga Lasa, César (* 1974), spanischer Fußballspieler
- Cruchaga Santa María, Ángel (1893–1964), chilenischer Schriftsteller und Dichter
- Cruchaudet, Chloé (* 1976), französische Comiczeichnerin, Drehbuchautorin und Koloristin
- Cruche, Ubaldo (1920–1988), uruguayischer Fußballspieler
- Cruchten, Anita (* 1972), deutsche Crosslauf-Sommerbiathletin
- Cruchten, Pol (1963–2019), luxemburgischer Filmregisseur
- Cruciani, Paola Tiziana (* 1958), italienische Schauspielerin
- Cruciat, Adrian (* 1983), rumänischer Tennisspieler
- Cruciger der Ältere, Caspar (1504–1548), evangelischer Theologe, Rektor der Universität Wittenberg und Weggefährte Martin Luthers
- Cruciger, Caspar der Jüngere (1525–1597), deutscher evangelischer Theologe
- Cruciger, Elisabeth († 1535), Dichterin geistlicher Lieder
- Cruciger, Georg (1575–1637), deutscher reformierter Theologe, Philosoph und Hochschullehrer
- Crucillà, Vittorio (1917–2008), italienischer Journalist und Filmregisseur
- Crucius, Heinz (1914–2007), deutscher Komponist
- Crucq, Maurits (* 1968), niederländischer Hockeyspieler

### Crud
- Cruddas, Sarah (* 1983), britische Fernsehmoderatorin, Weltraumjournalistin, Autorin und Wissenschaftskommunikatorin
- Crudelius, Mary (1839–1877), schottisch-britische Frauenrechtlerin und Bildungsaktivistin
- Cruden, Siegfried (* 1959), surinamischer Leichtathlet
- Crudo, Aldo (1915–1985), italienischer Drehbuchautor
- Crudo, Richard (* 1957), US-amerikanischer Kameramann
- Crudup, Arthur (1905–1974), US-amerikanischer Blues-Gitarrist und Sänger
- Crudup, Billy (* 1968), US-amerikanischer Film- und TheaterschauspielerBilly Crudup (* 1968)

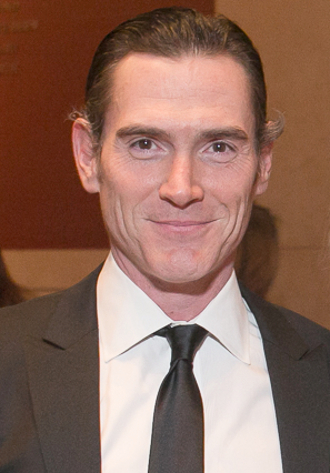
Billy Crudup (* 1968)

- Crudup, Josiah (1791–1872), US-amerikanischer Politiker
- Crudy, Daniel von (1735–1815), evangelischer Theologe und Prediger

### Crue
- Crueger, Hardy (* 1962), deutscher Schriftsteller
- Crueger, Jens (* 1984), deutscher Politiker (Grüne, SPD), MdBB
- Cruel, Beckii (* 1995), britische Sängerin und Tänzerin
- Cruel, Rudolf (1820–1892), deutscher Dichter und Lehrer
- Cruella, Juan Francisco (1804–1886), spanischer Maler
- Cruesen, Andreas (1591–1666), Theologe sowie Bischof von Gent und Mechelen

### Cruf
- Cruft, Adrian (1921–1987), britischer Komponist
- Cruft, Charles (1852–1938), britischer Unternehmer

### Crug
- Crüger, August Ferdinand (1795–1881), deutscher Pastor und Pädagoge
- Crüger, Daniel (1639–1711), deutscher Mediziner und Poet
- Cruger, Daniel (1780–1843), US-amerikanischer Jurist und Politiker
- Crüger, Gerd (1928–2019), deutscher Agrarwissenschaftler, Phytomediziner und Vizepräsident der BBA
- Crüger, Gustav von (1829–1908), preußischer Generalleutnant und Inspekteur der 3. Ingenieur-Inspektion
- Crüger, Hans (1859–1927), deutscher Jurist und Politiker (FVp), MdR
- Crüger, Herbert (1911–2003), deutscher antifaschistischer Widerstandskämpfer und KPD-Funktionär, Opfer der politischen Säuberungen in der DDR
- Crüger, Hermann (1818–1864), deutscher Botaniker
- Crüger, Johann (1598–1662), deutscher Komponist von KirchenliedernJohann Crüger (1598–1662)

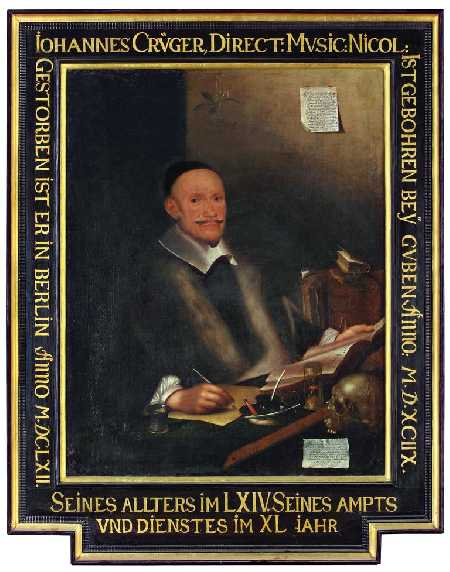
Johann Crüger (1598–1662)

- Cruger, John junior (1710–1791), britisch-amerikanischer Politiker und Bürgermeister von New York City (1757–11766)
- Cruger, John senior († 1744), Bürgermeister von New York City
- Crüger, Paul († 1593), deutscher Rechtswissenschaftler
- Crüger, Peter (1580–1639), deutscher Philologe, Astronom und Mathematiker
- Crüger, Theodor (1694–1751), deutscher lutherischer Theologe und Historiker
- Crugnola, Marco (* 1983), italienischer Tennisspieler
- Crugot, Martin (1725–1790), deutscher evangelischer Geistlicher

### Crui
- Cruickshank, Andrew (1907–1988), britischer Schauspieler
- Cruickshank, Art (1918–1983), US-amerikanischer Spezialeffektkünstler
- Cruickshank, Don, britischer Geschäftsmann, Akademiker und Regierungsbeamter
- Cruickshank, Jim (1941–2010), schottischer Fußballtorwart
- Cruickshank, Margaret (1873–1918), neuseeländische Ärztin
- Cruickshank, Robert (* 1963), britischer Segler
- Cruickshank, William, schottischer Militärarzt und Chemiker
- Cruijff, Estelle (* 1978), niederländische Schauspielerin, Moderatorin, Designerin und Model
- Cruikshank, Dave (* 1969), US-amerikanischer Eisschnellläufer
- Cruikshank, George (1792–1878), britischer Karikaturist und Illustrator
- Cruikshank, Isaac (1764–1811), schottischer Karikaturist und Aquarellmaler
- Cruikshank, Lucas (* 1993), US-amerikanischer Schauspieler und Synchronsprecher
- Cruikshank, Marcus Henderson (1826–1881), US-amerikanischer Jurist und Politiker
- Cruikshank, Robert (1789–1856), englischer Karikaturist und Illustrator
- Cruikshank, William Cumberland (1745–1800), britischer Anatom
- Cruise, Carter (* 1991), US-amerikanische Pornodarstellerin
- Cruise, Jack (1915–1979), irischer Komiker, Entertainer und Schauspieler
- Cruise, Julee (1956–2022), US-amerikanische Sängerin
- Cruise, Thomas (* 1991), englischer Fußballspieler
- Cruise, Tom (* 1962), US-amerikanischer Schauspieler und FilmproduzentTom Cruise (* 1962)

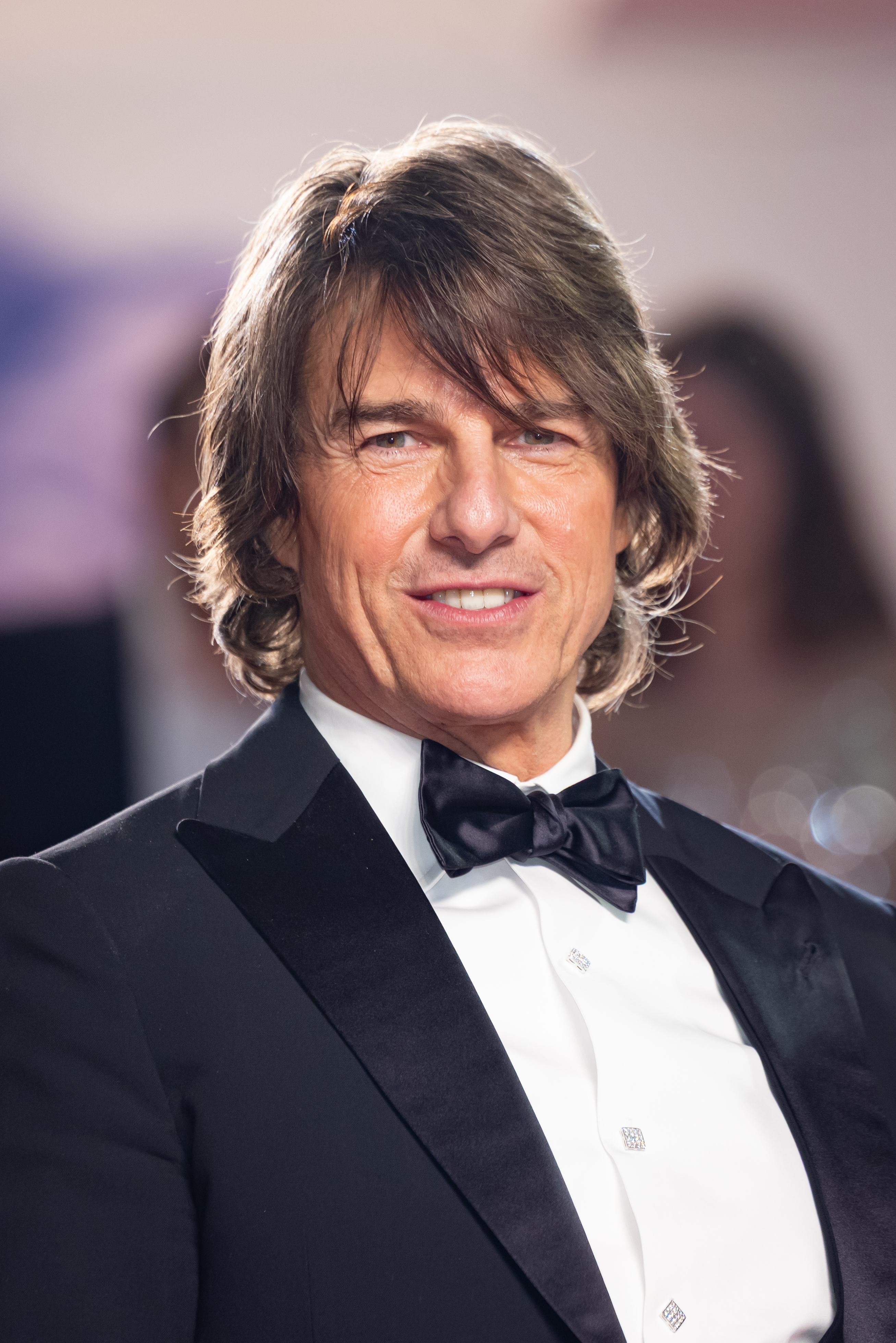
Tom Cruise (* 1962)

- Cruixent, Ferran (* 1976), katalanischer Komponist und Pianist mit Wohnsitz in Barcelona
- Cruixent, Oriol (* 1976), spanischer Komponist, Pianist und Dirigent

### Crul
- Crulci, Jane (* 1964), nauruische Richterin
- Crull, August (1845–1923), deutsch-amerikanischer lutherischer Theologe, Hochschullehrer und Schriftsteller
- Crull, Friedrich (1822–1911), deutscher Arzt, Historiker, Archivar, Heraldiker
- Crull, Richard (1900–1991), deutscher Kommunalbeamter und Bürgermeister von Schwerin
- Crull, Wilhelm (1876–1956), deutscher Konsularbeamter
- Cruls, Luíz (1848–1908), belgisch-brasilianischer Astronom und Geodät

### Crum
- Crum, Anthony (* 1994), neuseeländischer Schauspieler, Synchronsprecher und Komiker
- Crum, Denny (1937–2023), US-amerikanischer Basketballtrainer
- Crum, Gary, US-amerikanischer Politiker (Republikaner)
- Crum, George (1824–1914), US-amerikanischer Koch, Erfinder der KartoffelchipsGeorge Crum (1824–1914)

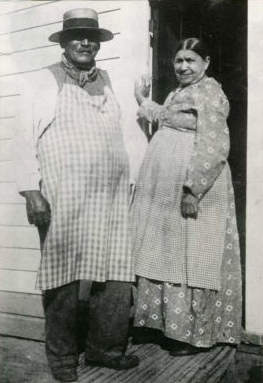
George Crum (1824–1914)

- Crum, George (1926–2007), kanadischer Dirigent und Pianist
- Crum, John Macleod Campbell (1872–1958), anglikanischer Theologe und Liederdichter
- Crum, Johnny (1912–1969), schottischer Fußballspieler
- Crum, Walter (1796–1867), schottischer Chemiker und Unternehmer
- Crum, Walter Ewing (1865–1944), britischer Koptologe und Ägyptologe
- Crumb, George (1929–2022), US-amerikanischer Komponist
- Crumb, Robert (* 1943), US-amerikanischer Künstler, Illustrator und Comic-KünstlerRobert Crumb (* 1943)

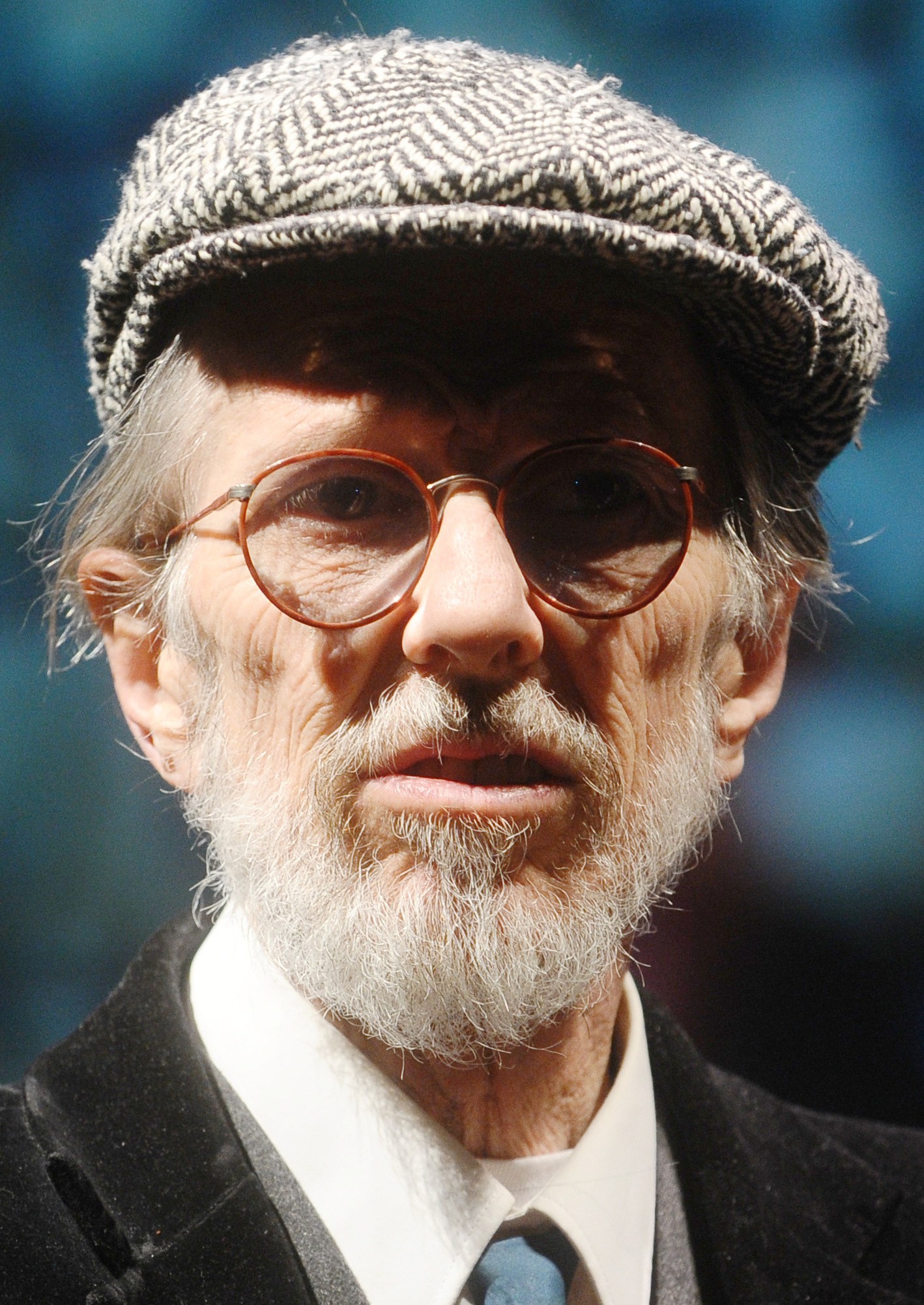
Robert Crumb (* 1943)

- Crumbach, Robert (* 1962), deutscher Arbeitsrichter und Politiker (BSW, zuvor SPD)
- Crumbiegel, Dieter (* 1938), deutscher Künstler (Malerei, Keramik) und Hochschullehrer
- Crumbiegel, Ferdinand Justus (1800–1882), deutscher Jurist, Stadtrat und Bürgermeister von Rostock
- Crumbiegel, Johann Gottfried Tobias (1759–1842), deutscher Verwaltungsjurist
- Crumbly, Joshua (* 1991), US-amerikanischer Jazzmusiker (Kontrabass, E-Bass)
- Crumbtinger, Matthias († 1625), deutscher evangelisch-lutherischer Geistlicher und Chronist
- Crumey, Andrew (* 1961), britischer Romanautor
- Crumière, Victor (1895–1950), französischer Maler und Dekorationskünstler
- Crumley, James (1939–2008), US-amerikanischer Krimiautor
- Crumlin-Pedersen, Ole (1935–2011), dänischer Archäologe
- Crummell, Alexander (1819–1898), Missionar in Afrika
- Crummenauer, Rolf (1925–1999), deutscher Künstler und Hochschullehrer
- Crummenerl, Rainer (* 1942), deutscher Journalist und Autor
- Crummenerl, Siegmund (1892–1940), deutscher Widerstandskämpfer
- Crummenerl, Tim (* 1970), deutscher Jurist, Richter am Bundesgerichtshof
- Crummer, Larissa (* 1996), australische Fußballspielerin
- Crummey, Michael (* 1965), kanadischer Dichter und Schriftsteller
- Crump, Barry (1935–1996), neuseeländischer Schriftsteller
- Crump, Benjamin (* 1969), US-amerikanischer RechtsanwaltBenjamin Crump (* 1969)

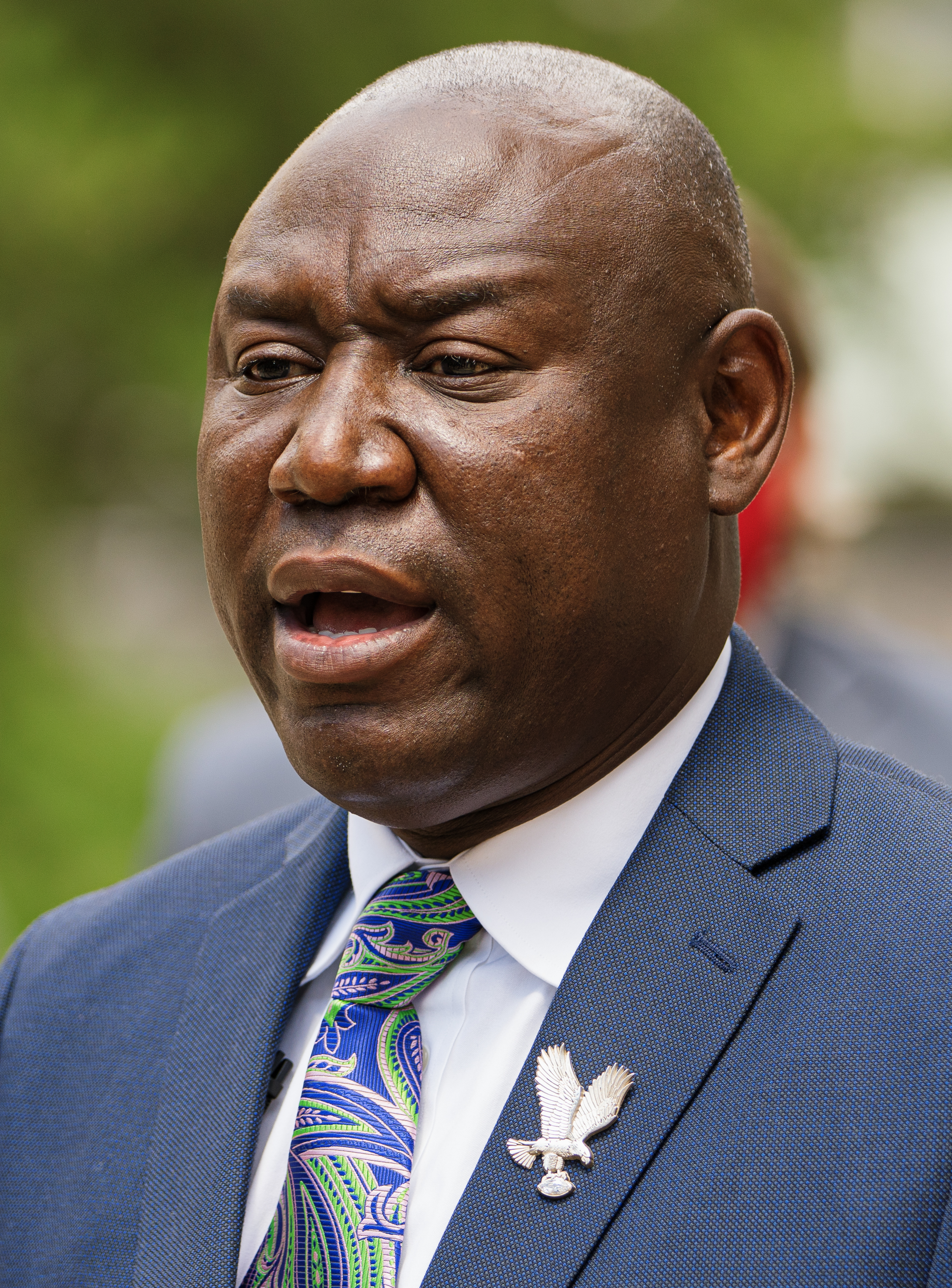
Benjamin Crump (* 1969)

- Crump, Bill (1907–1979), US-amerikanischer Jazz-Saxophonist und Flötist
- Crump, Bruce (1957–2015), US-amerikanischer Musiker
- Crump, Casper (* 1977), dänischer Schauspieler
- Crump, Edward (1874–1954), US-amerikanischer Unternehmer und Politiker
- Crump, George William (1786–1848), US-amerikanischer Politiker
- Crump, Jason (* 1975), australischer Speedwayfahrer
- Crump, Marrese (* 1982), US-amerikanischer Kampfsportler und Schauspieler
- Crump, Owen (1903–1998), US-amerikanischer Drehbuchautor, Filmregisseur und Filmproduzent
- Crump, Pleasant (1847–1951), letzter Soldat des amerikanischen Bürgerkrieges
- Crump, Rousseau Owen (1843–1901), US-amerikanischer Politiker
- Crump, Stephan (* 1972), US-amerikanischer Kontrabassist (auch E-Bass) und Komponist des Creative Jazz
- Crumpacker, Edgar D. (1851–1920), US-amerikanischer Politiker
- Crumpacker, Maurice E. (1886–1927), US-amerikanischer Politiker
- Crumpacker, Shepard J. (1917–1986), US-amerikanischer Politiker
- Crumpe, Henry, anglo-irischer Zisterzienser
- Crumpler, Alge (* 1977), US-amerikanischer American-Football-Spieler
- Crumpton, Nathan (* 1985), US-amerikanischer beziehungsweise amerikanisch-samoanischer Skeletonpilot, Leichtathlet, Fotograf und Fotomodel

### Crun
- Crunchant, Valérie (* 1978), französische Schauspielerin
- Crunelle, Gaston (1898–1990), französischer Flötist und Musikpädagoge

### Crup
- Crupelandt, Charles (1886–1955), französischer Radrennfahrer
- Cruppi, Alice (1887–1968), französische Schriftstellerin und Malerin
- Cruppi, Jean (1855–1933), französischer Politiker in der Zeit der Dritten Französischen Republik
- Cruppi, Louise (1862–1925), französische Schriftstellerin und Feministin

### Cruq
- Cruquius, Nicolaus Samuelis (1678–1754), niederländischer Wasserbauingenieur, Feldmesser und Kartograf

### Crus
- Crusafont i Pairó, Miquel (1910–1983), katalanischer Paläontologe
- Crusat Domènech, Albert (* 1982), spanischer Fußballspieler
- Cruschwitz, Katrin (* 1973), deutsche Biathletin, Skilangläuferin, Langstrecken- und Bergläuferin
- Crusco, Domenico (1934–2013), italienischer Geistlicher, römisch-katholischer Bischof von San Marco Argentano-Scalea
- Cruse, Adolph († 1874), deutscher Verwaltungsjurist
- Cruse, Carl Wilhelm (1765–1834), kurländischer Prediger und Historiker
- Cruse, Eduard (1873–1961), deutscher Generalmajor der Reichswehr
- Cruse, Holk (* 1942), deutscher Biologe auf dem Gebiet der Biokybernetik
- Cruse, Howard (1944–2019), amerikanischer Comicautor und -zeichner
- Cruse, Paul (1885–1977), deutscher Gymnasiallehrer und Gründer der Niederdeutschen Bühne Flensburg
- Cruse, Wilhelm (1803–1873), deutscher Pharmakologe und Hochschullehrer
- Cruseder, Peter (* 1980), österreichischer Musikproduzent und Gründer der Electrosoul-Band La Rochelle Band
- Cruseilles, Aymon de († 1275), Bischof von Genf
- Crusell, Bernhard (1775–1838), finnisch-schwedischer Klarinettist und KomponistBernhard Crusell (1775–1838)

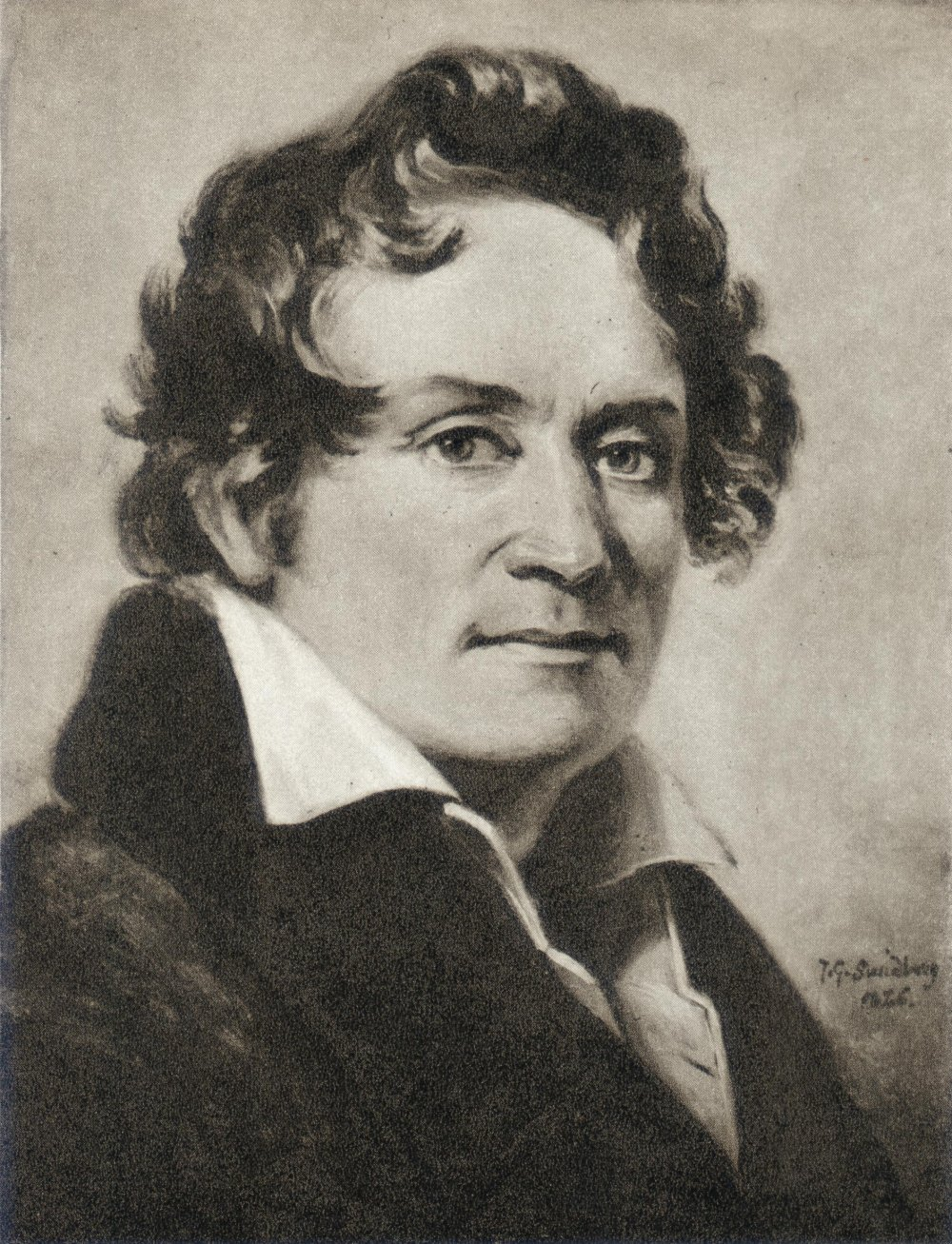
Bernhard Crusell (1775–1838)

- Crüsell, Evelina (* 2004), schwedische Skilangläuferin
- Crusellas, Jorge (* 1966), kubanischer Sprinter
- Crüsemann, Eduard (1826–1869), Großkaufmann und Mitbegründer des Norddeutschen Lloyd
- Crüsemann, Frank (* 1938), deutscher Alttestamentler
- Crüsemann, Gustav (1803–1870), deutscher Theaterschauspieler
- Crüsemann, Marlene (* 1953), deutsche Neutestamentlerin
- Crüsemann, Nicola (* 1964), deutsche Vorderasiatische Archäologin und Museumspädagogin
- Crusen, Christoph Bernhard (1676–1744), deutscher Pastor und Superintendent am Bremer Dom
- Crusen, Georg (1867–1949), deutscher Jurist, zuletzt Präsident des Obergerichts der Freien Stadt Danzig
- Crusenstolpe, Magnus Jacob (1795–1865), schwedischer Publizist und Schriftsteller
- Crusher, Guitar (1931–2020), amerikanischer Soul- und Bluesmusiker
- Crusio, Wim (* 1954), niederländischer Neurobiologe und Verhaltensgenetiker
- Crusius, Albert (1820–1884), preußischer Generalmajor und Kommandeur der 5. Feldartillerie-Brigade
- Crusius, Andreas (* 1956), deutscher Pathologe, Internist und ärztlicher Standespolitiker
- Crusius, Atlas (1606–1679), Bürgermeister von Chemnitz
- Crusius, Balthasar (1550–1630), deutscher evangelischer Geistlicher und Schriftsteller
- Crusius, Carl Leberecht (1740–1779), deutscher Kupferstecher und Illustrator
- Crusius, Christian (1636–1712), deutscher Politiker, Senator, Stadtrichter, Steuereinnehmer und Bürgermeister der Stadt Chemnitz
- Crusius, Christian (1715–1767), deutscher Rhetoriker und Historiker
- Crusius, Christian August (1715–1775), deutscher evangelischer Theologe und Philosoph
- Crusius, Christoph (* 1590), deutscher Jurist und Geheimrat
- Crusius, David (1589–1640), deutscher Mediziner
- Crusius, Eberhard (1907–1976), deutscher Archivar
- Crusius, Eduard (1797–1861), deutscher Pfarrer, Schriftsteller und Historiker
- Crusius, Florian (* 1986), deutscher Ringer
- Crusius, Friedrich (1897–1941), deutscher Klassischer Philologe und Gymnasiallehrer
- Crusius, Gabriele (1938–2023), deutsche Historikerin und Bibliothekarin
- Crusius, George Konrad (1644–1676), niederländischer Rechtswissenschaftler
- Crusius, Gottlieb Leberecht (1730–1804), deutscher Zeichner und Kupferstecher
- Crusius, Gottlob Christian (1785–1848), deutscher Pädagoge und Autor
- Crusius, Heinrich (1860–1899), sächsischer Rittergutsbesitzer und Politiker
- Crusius, Hermann (1640–1693), deutscher Altphilologe, Schriftsteller und Lehrer
- Crusius, Irene (1932–2021), deutsche Historikerin (Mediävistin)
- Crusius, Jakob († 1597), deutscher lutherischer Theologe
- Crusius, Jakob Andreas (1636–1680), deutscher Jurist
- Crusius, Johann Caspar (1637–1691), Oberlausitzer Theologe und lateinischer Poet
- Crusius, Magnus (1697–1751), deutscher evangelischer Theologe
- Crusius, Martin (1526–1607), deutscher Altphilologe und schwäbischer HistorikerMartin Crusius (1526–1607)

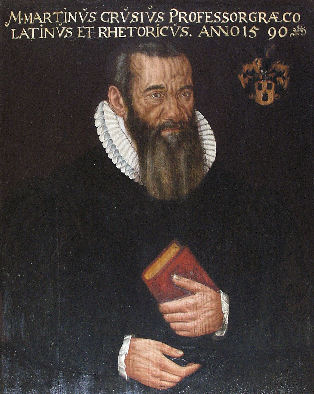
Martin Crusius (1526–1607)

- Crusius, Otto (1857–1918), deutscher Klassischer Philologe
- Crusius, Otto E. (1892–1965), deutscher Komponist und Lehrer
- Crusius, Paul († 1572), deutscher evangelischer Theologe, Mathematiker und Historiker
- Crusius, Philipp (1597–1676), Jurist, Diplomat und Verwaltungsbeamter
- Crusius, Siegfried Leberecht (1738–1824), deutscher Verleger, Buchhändler und Landwirt
- Crusius, Wilhelm (1790–1858), deutscher Landwirt und Agrarwissenschaftler
- Crusiz, Othmar (1890–1966), österreichischer Beamter
- Cruso, Thalassa (1909–1997), britische Moderatorin und Autorin
- Crusol, Timothé (* 2001), französischer Basketballspieler
- Crussol d’Uzès, François-Emmanuel de (1735–1789), französischer römisch-katholischer Geistlicher und Bischof von La Rochelle
- Crussol, Antoine de (1528–1573), französischer Adliger und Militär
- Crussol, Charles Emmanuel de (1707–1762), französischer Adliger und Militär
- Crussol, Emmanuel I. de (1581–1657), französischer Adliger und Militär
- Crussol, Emmanuel-Henri-Charles de (1741–1818), französischer Adliger und Militär
- Crussol, François Emmanuel de (1728–1802), französischer Hochadliger, General und Politiker
- Crussol, Jacques II. de (1540–1584), französischer Adliger und Militär
- Crussol, Jean Charles de (1675–1739), französischer Adliger, Militär und Höfling
- Crussol, Marie François Emmanuel de (1756–1843), französischer Adliger und Politiker

### Crut
- Crut, Édouard (1901–1974), französischer Fußballspieler
- Crutcher, Chris (* 1946), US-amerikanischer Schriftsteller und Familientherapeut
- Crutcher, Jim (1934–2018), US-amerikanischer Jazzmusiker (Kontrabass)
- Crutcher, John (1916–2017), US-amerikanischer Politiker
- Crutchfield, James (* 1955), US-amerikanischer Physiker
- Crutchfield, Katie (* 1989), US-amerikanische Sängerin-Songschreiberin
- Crutchfield, Linda (* 1942), kanadische Skirennläuferin, Rennrodlerin und Wasserskiläuferin
- Crutchfield, Richard S. (1912–1977), US-amerikanischer Psychologe und Professor
- Crutchfield, William (1824–1890), US-amerikanischer Politiker
- Crutchley, Jeremy, südafrikanischer Schauspieler und Musiker
- Crutchley, Rosalie (1920–1997), britische Schauspielerin
- Crutchlow, Cal (* 1985), britischer MotorradrennfahrerCal Crutchlow (* 1985)

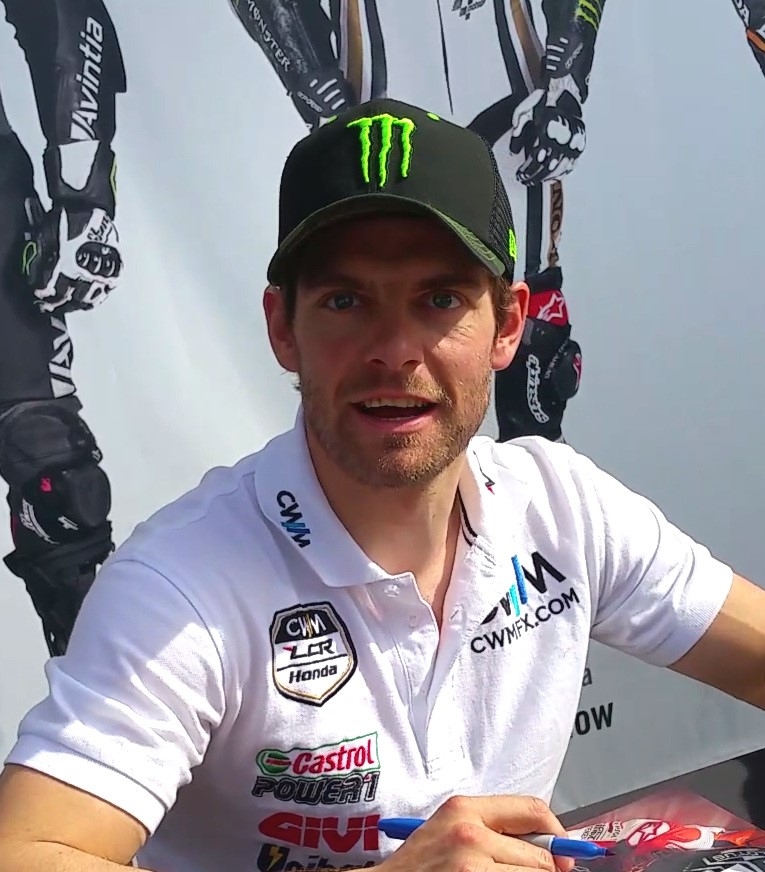
Cal Crutchlow (* 1985)

- Crute, Austin (* 1995), US-amerikanischer Schauspieler
- Crutel, Octave (1879–1961), französischer Politiker und Résistant
- Cruthird, Macey (* 1992), US-amerikanische Schauspielerin
- Crüts von Creits, Gottfried Joseph († 1815), katholischer Bischof von St. Pölten und apostolischer Feldvikar
- Cruttenden, Abigail (* 1968), britische Schauspielerin
- Cruttenden, Roy (1925–2019), britischer Weitspringer
- Cruttwell, Greg (* 1962), englischer Schauspieler, Drehbuchautor, Regisseur und Filmproduzent
- Crutzen, Carine (* 1961), niederländische Schauspielerin
- Crutzen, Paul J. (1933–2021), niederländischer Meteorologe und Nobelpreisträger für Chemie
- Crutzescu, Radu (1892–1947), rumänischer Diplomat

### Cruv
- Cruveilhier, Jean (1791–1874), französischer Arzt
- Cruvelli, Sophie (1826–1907), deutsche Opernsängerin (Sopran)

### Cruw
- Crüwell, Arnold (1847–1935), deutscher Unternehmer
- Crüwell, Arnold Friedrich (1772–1845), deutscher Unternehmer und Politiker
- Crüwell, Eva (1936–1970), deutsche Schauspielerin
- Crüwell, Gottlieb August (1866–1931), österreichischer Historiker, Schriftsteller und Bibliothekar
- Crüwell, Henriette (* 1971), deutsche evangelische Theologin
- Crüwell, Karl (1845–1899), deutscher Kaufmann und nationalliberaler Politiker, MdL (Königreich Sachsen)
- Crüwell, Ludwig (1892–1958), deutscher General der Panzertruppe im Zweiten Weltkrieg

### Crux
- Crux, Marianne (* 1772), deutsche Sängerin, Violinistin und Pianistin
- Crux, Peter († 1823), deutscher Tänzer, Ballettmeister und Komponist

### Cruy
- Cruyff, Johan (1947–2016), niederländischer Fußballspieler und -trainerJohan Cruyff (1947–2016)

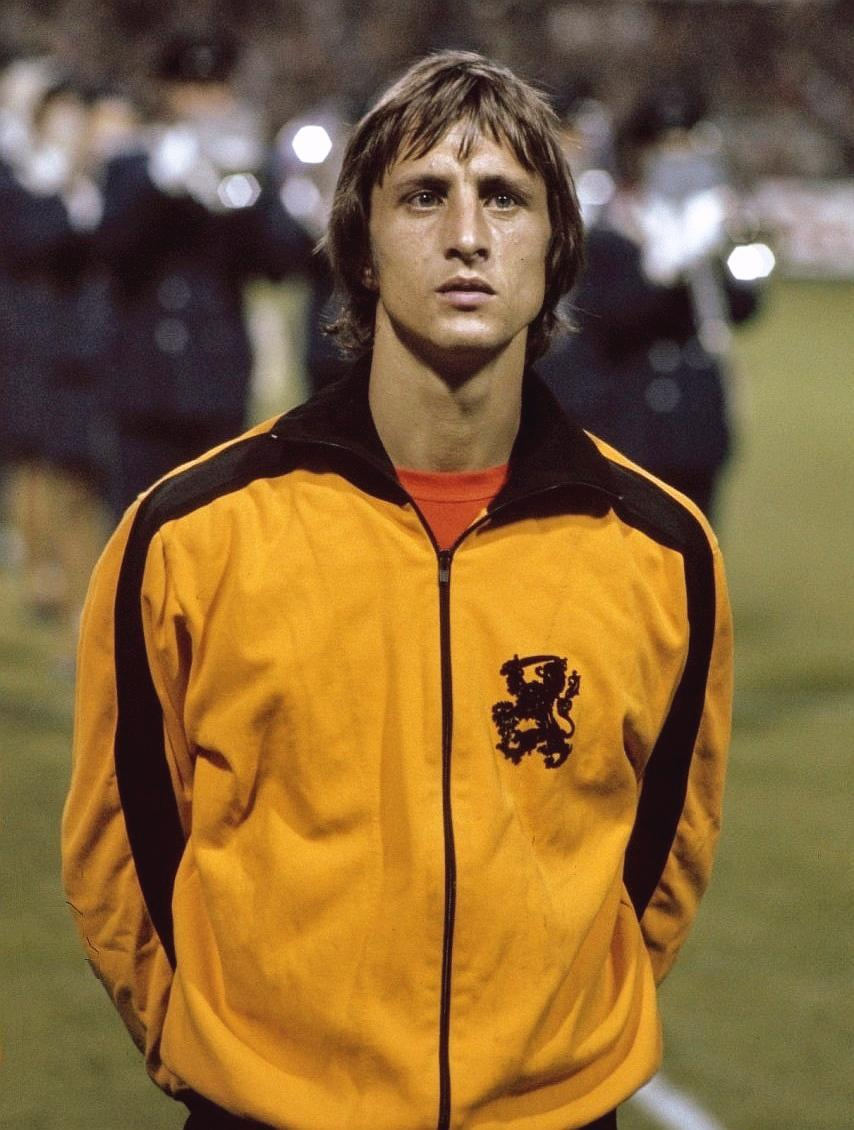
Johan Cruyff (1947–2016)

- Cruyff, Jordi (* 1974), niederländischer Fußballspieler und -trainer
- Cruys, Cornelius (1657–1727), norwegisch-niederländischer Seefahrer
- Cruysberghs, Luka (* 2000), belgische Popsängerin
- Cruywagen, Riaan (* 1945), südafrikanischer Fernsehnachrichtensprecher und Synchronsprecher

### Cruz
- Cruz Aguirre, Atanasio (1801–1875), uruguayischer Politiker, Interimspräsident Uruguays (1864–1865)
- Cruz Álvarez Lima, José Antonio (* 1942), mexikanischer Botschafter und Gouverneur von Tlaxcala
- Cruz Baldera, Ramón Alfredo de la (* 1961), dominikanischer Geistlicher, römisch-katholischer Bischof von San Francisco de Macorís
- Cruz Barbosa, Félix (* 1961), mexikanischer Fußballspieler
- Cruz Cano y Olmedilla, Juan de la (1734–1790), spanischer Kartograf, Illustrator und Kupferstecher
- Cruz Carvalho, Daniel da (* 1976), portugiesischer Fußballspieler
- Cruz Córdova, Ismael (* 1987), puerto-ricanischer SchauspielerIsmael Cruz Córdova (* 1987)

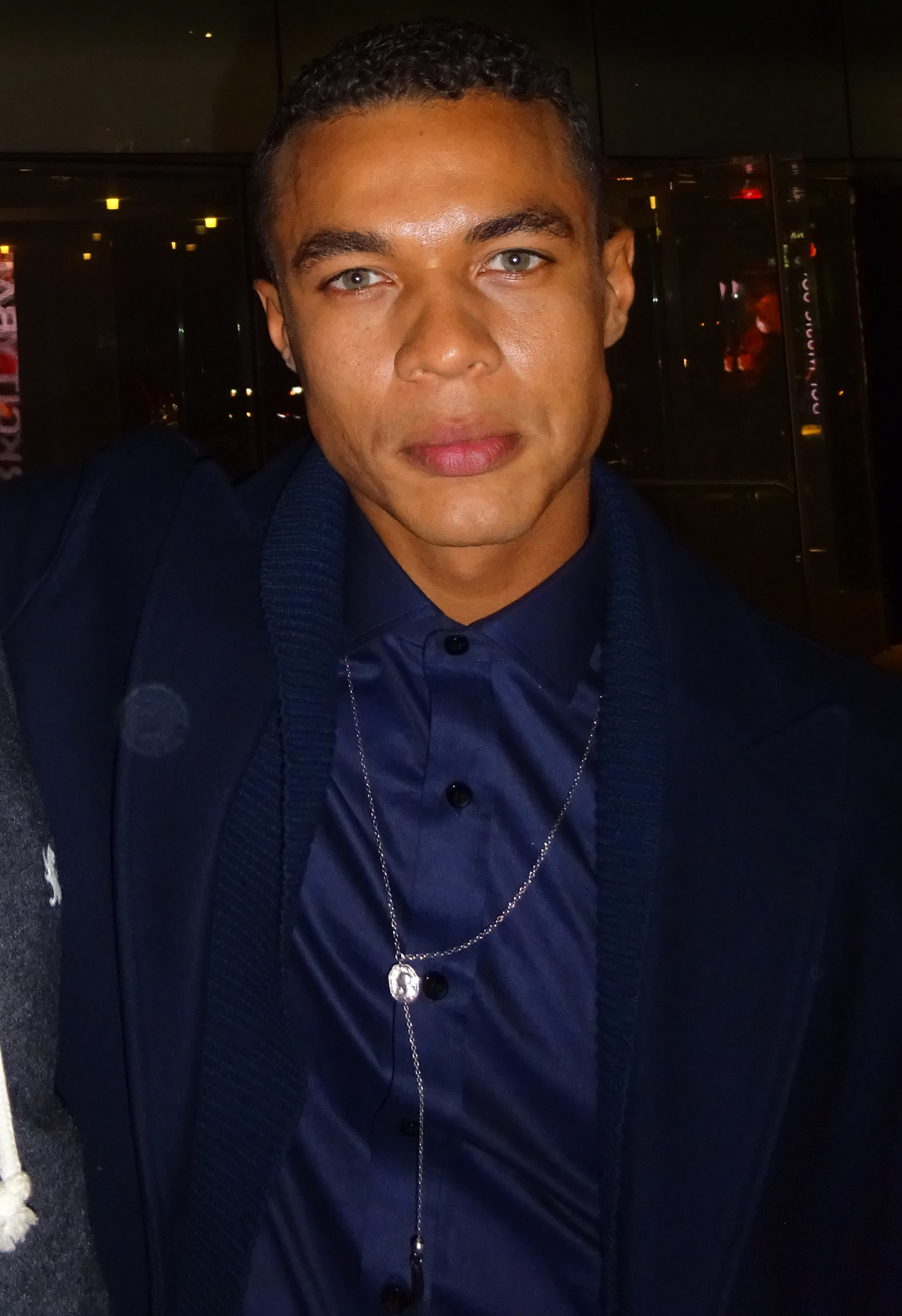
Ismael Cruz Córdova (* 1987)

- Cruz Cortez, Bernardino (* 1949), römisch-katholischer Bischof
- Cruz e Silva, António Dinis da (1731–1799), portugiesischer Lyriker und Richter
- Cruz Gómez, Andy (* 1995), kubanischer Boxer
- Cruz González, Francisco José (* 1945), mexikanischer Botschafter
- Cruz Herrera, José (1890–1972), spanischer Maler
- Cruz Martínez, José, mexikanischer Fußballtorhüter
- Cruz Mena, José de la (1874–1907), nicaraguanischer Komponist, Musiker und Orchesterdirektor
- Cruz Mondejar, Simón (* 1976), spanischer Badmintonspieler
- Cruz Mourgeon y Achet, Juan de la (1766–1822), spanischer Offizier und Kolonialverwalter
- Cruz Oliveira, Reinaldo da (* 1979), brasilianischer Fußballspieler
- Cruz Ortiz, Juan de la (* 1983), mexikanischer Fußballspieler
- Cruz Silva, Humberto Carlos (* 1939), chilenischer Fußballspieler
- Cruz Soto, Carmen Yulín (* 1963), puerto-ricanische Politikerin
- Cruz Teista, Jorge, mexikanischer Fußballtorhüter
- Cruz Toledo, María de la (1912–1995), chilenische Politikerin, Frauenrechtlerin
- Cruz Traña, Shirley (* 1985), costa-ricanische Fußballspielerin
- Cruz Trindade, Gil da (* 1982), osttimoresischer Marathonläufer und Olympiateilnehmer
- Cruz Vargas, Eugenio (1923–2014), chilenischer Dichter und Kunstmaler
- Cruz Verde, Ricardo, mexikanischer Fußballspieler
- Cruz Vergara, Pedro Nolasco (1857–1939), chilenischer Literaturkritiker, Autor und Politiker
- Cruz Vicente, Alair (* 1981), brasilianischer Fußballspieler
- Cruz Villalón, Pedro (* 1946), spanischer Rechtswissenschaftler
- Cruz y Fernández, Américo (1908–1999), kubanischer Diplomat
- Cruz, Adam (* 1970), US-amerikanischer Jazz-Schlagzeuger, Perkussionist und Komponist
- Cruz, Afonso (* 1971), portugiesischer Autor, Trickfilmer, Illustrator und Musiker
- Cruz, Agostinho da (1540–1619), portugiesischer geistlicher Lyriker und Mönch
- Cruz, Alan (* 1966), mexikanischer Fußballtorhüter
- Cruz, Alberto da Silva (* 1966), osttimoresischer Politiker
- Cruz, Alexandrino Cardoso da (* 1972), osttimoresischer Politiker
- Cruz, Alexis (* 1974), amerikanischer Schauspieler
- Cruz, Alfredo (* 1990), US-amerikanischer Bahn- und Straßenradrennfahrer
- Cruz, Alice, portugiesische Soziologin und Menschenrechtsexpertin
- Cruz, Amado (* 1987), belizischer Kanute
- Cruz, André (* 1968), brasilianischer Fußballspieler
- Cruz, Angelika dela (* 1981), philippinische Schauspielerin
- Cruz, Annie (* 1984), philippinisch-amerikanische Pornodarstellerin und Model
- Cruz, Antonio (* 1971), US-amerikanischer Radrennfahrer
- Cruz, Antonio de la (* 1947), spanischer Fußballspieler und -trainer
- Cruz, Antonio Piedade da (1895–1982), indischer Maler und Bildhauer
- Cruz, Art (* 1988), US-amerikanischer Schlagzeuger
- Cruz, Beatriz (* 1980), puerto-ricanische Leichtathletin
- Cruz, Bobby (* 1938), US-amerikanischer Sänger und Komponist
- Cruz, Caio Rodrigues da (* 1994), brasilianischer Fußballspieler
- Cruz, Carlos Adriano de Sousa (* 1987), brasilianischer Fußballspieler
- Cruz, Carlos Alexis (* 1990), honduranisch-US-amerikanischer Fußballspieler
- Cruz, Carlos Da (* 1974), französischer Radrennfahrer
- Cruz, Carlos Teo (1937–1970), dominikanischer Boxer im Leichtgewicht
- Cruz, Cassandra (* 1982), US-amerikanische Pornodarstellerin und Schauspielerin
- Cruz, Catalina (* 1979), US-amerikanische PornodarstellerinCatalina Cruz (* 1979)

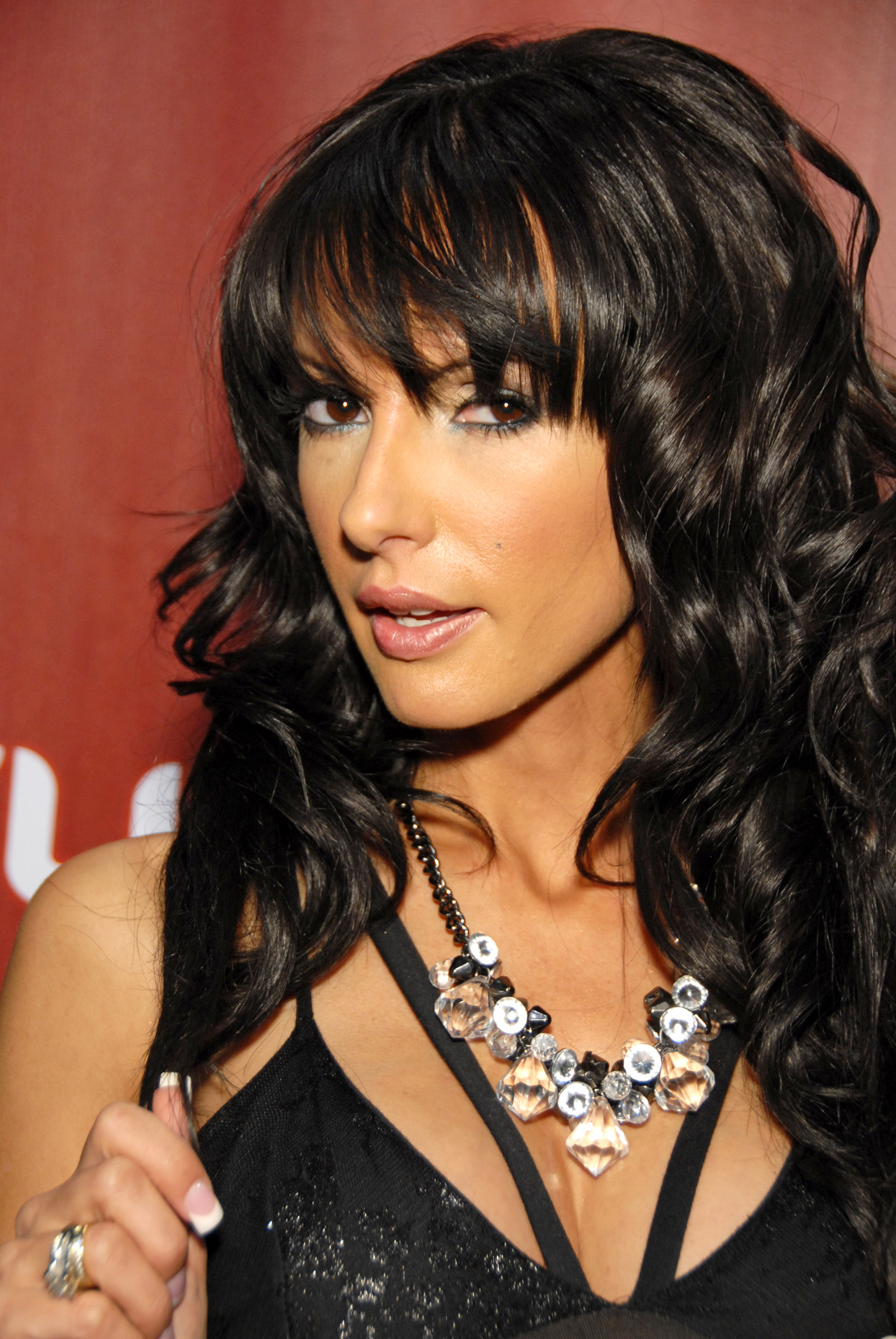
Catalina Cruz (* 1979)

- Cruz, Celia (1925–2003), kubanische Salsa-Sängerin und Schauspielerin
- Cruz, César da, osttimoresischer Politiker und Beamter
- Cruz, Clarisse (* 1978), portugiesische Hindernisläuferin
- Cruz, Cristian de la (* 1978), kolumbianischer Fußballschiedsrichterassistent
- Cruz, Cristobal (* 1977), mexikanischer Boxer im Federgewicht
- Cruz, Danny (* 1990), US-amerikanischer Fußballspieler
- Cruz, David de la (* 1989), spanischer Radrennfahrer
- Cruz, Dominick (* 1985), US-amerikanischer Mixed-Martial-Arts-Kämpfer
- Cruz, Donna (* 1977), philippinische Sängerin und Schauspielerin
- Cruz, Dulce Maria da, osttimoresische Frauenrechtlerin und Unabhängigkeitsaktivistin
- Cruz, Edson Felipe da (* 1991), brasilianischer Fußballspieler
- Cruz, Eglys (* 1980), kubanische Sportschützin
- Cruz, Ernesto De La (1898–1985), argentinischer Bandoneonist, Bandleader und TangokomponistErnesto De la Cruz (1898–1985)

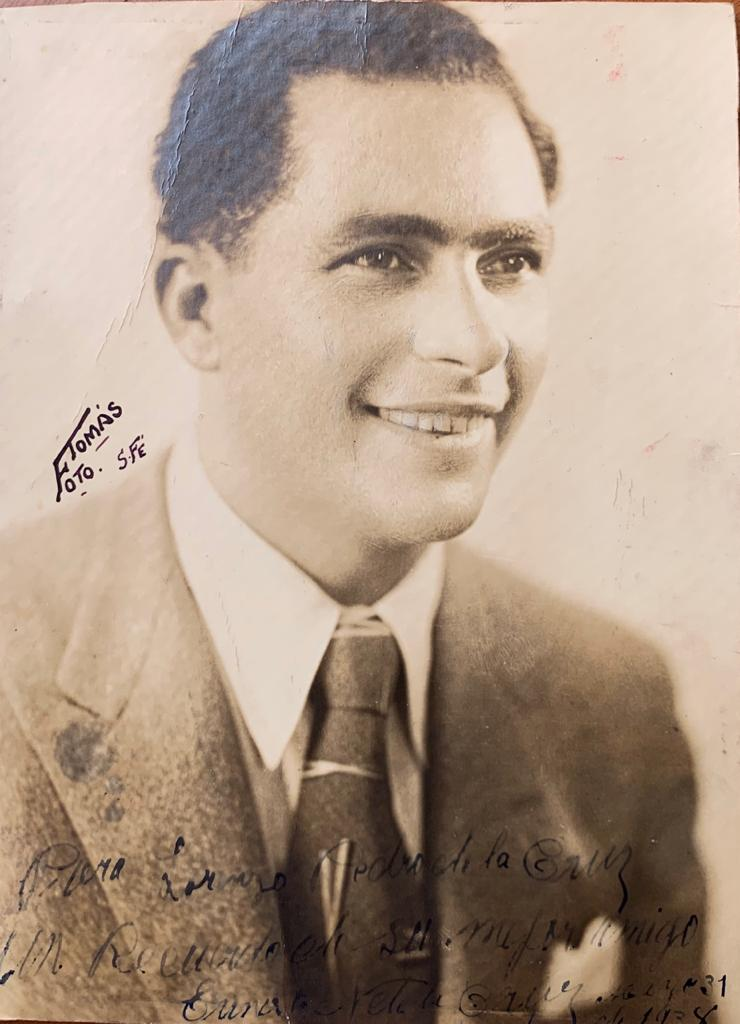
Ernesto De la Cruz (1898–1985)

- Cruz, Ewa Da (* 1976), norwegische Schauspielerin und Model
- Cruz, Fernando (* 1953), kolumbianischer Radrennfahrer
- Cruz, Filipe (* 1969), angolanisch-portugiesischer Handballspieler und -trainer
- Cruz, Francisco Javier (* 1966), mexikanischer Fußballspieler
- Cruz, Gaspar da (1520–1570), portugiesischer Dominikaner und Missionar
- Cruz, Gastão (1941–2022), portugiesischer Lyriker, Übersetzer und Kritiker
- Cruz, Henrique (* 1997), osttimoresischer Fußballspieler
- Cruz, Hermenegildo da (* 1977), osttimoresischer Polizist
- Cruz, Hilary (* 1988), US-amerikanisches Model, Schönheitskönigin und Schauspielerin
- Cruz, Hiram (* 1946), US-amerikanischer Automobilrennfahrer
- Cruz, Humberto da (1900–1981), portugiesischer Offizier und Luftfahrtpionier
- Cruz, Isaac J., US-amerikanischer Schauspieler und Filmschaffender
- Cruz, Isabel († 2021), portugiesisch-US-amerikanische Informatikerin
- Cruz, Jackie (* 1986), dominikanisch-amerikanische SchauspielerinJackie Cruz (* 1986)

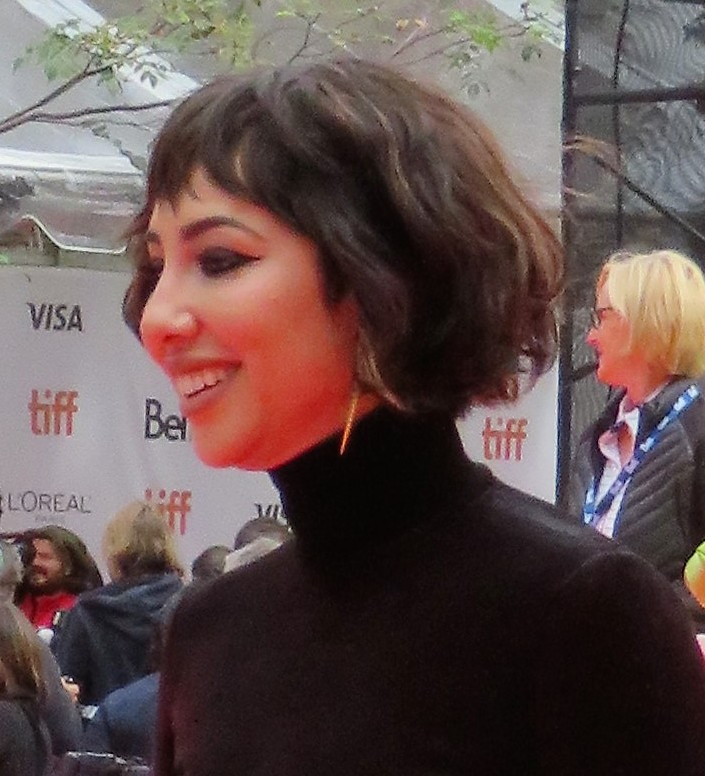
Jackie Cruz (* 1986)

- Cruz, Jackie (* 1986), US-amerikanisch-puerto-ricanische Fußballspielerin
- Cruz, Jeferson (* 1999), brasilianischer Fußballspieler
- Cruz, Joan (* 2003), chilenischer Fußballspieler
- Cruz, João Tomás de Sousa Moreira (* 2005), portugiesisch-luxemburgischer Fußballspieler
- Cruz, Joaquim (* 1963), brasilianischer Mittelstreckenläufer
- Cruz, Joaquim (* 1979), portugiesischer Politiker, MdEP
- Cruz, Jordi (* 1978), spanischer Koch
- Cruz, José Andrade da (* 1956), osttimoresischer Unabhängigkeitsaktivist und Politiker
- Cruz, José da (* 1976), osttimoresischer Politiker
- Cruz, José Geraldo da (1941–2022), brasilianischer Ordensgeistlicher und römisch-katholischer Bischof von Juazeiro
- Cruz, José Guadalupe (* 1967), mexikanischer Fußballspieler und -trainer
- Cruz, Jovana de la (* 1992), peruanische Langstreckenläuferin
- Cruz, Juana Inés de la (1648–1695), mexikanische Nonne und DichterinJuana Inés de la Cruz (1648–1695)

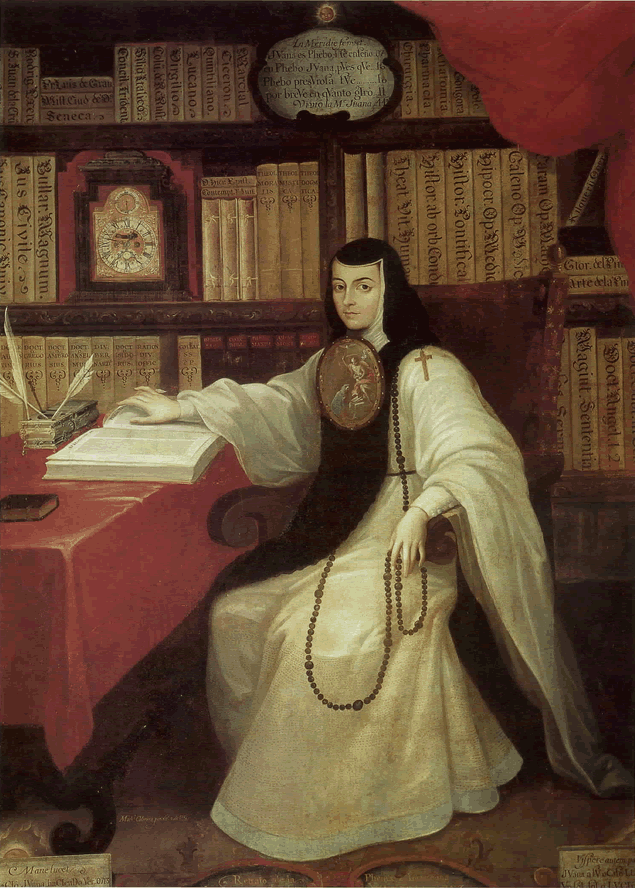
Juana Inés de la Cruz (1648–1695)

- Cruz, Julieta (* 1996), argentinische Fußballspielerin
- Cruz, Julio (* 1974), argentinischer Fußballspieler
- Cruz, Larissa Pereira da (* 1987), brasilianische Fußballspielerin
- Cruz, Leonardo (* 1953), dominikanischer Boxer im Superbantamgewicht
- Cruz, Lourdes J. (* 1942), philippinische Biochemikerin und Hochschullehrerin
- Cruz, Luis († 1998), uruguayischer Fußballspieler
- Cruz, Luis (* 2000), mexikanischer Eishockeyspieler
- Cruz, Luis de la (1776–1853), spanischer Maler
- Cruz, Magno (* 1988), brasilianischer Fußballspieler
- Cruz, Maiky de la (* 2004), ecuadorianischer Fußballspieler
- Cruz, Manoel Delson Pedreira da (* 1954), brasilianischer Ordensgeistlicher und römisch-katholischer Erzbischof von Paraíba
- Cruz, Manuel Álvaro da, osttimoresischer Unabhängigkeitsaktivist und Freiheitskämpfer
- Cruz, Manuel Aurelio (* 1953), römisch-katholischer Geistlicher, Weihbischof in Newark
- Cruz, Manuel Edmilson da (* 1924), brasilianischer Geistlicher, emeritierter römisch-katholischer Bischof von Limoeiro do Norte
- Cruz, Mara (* 1941), spanische Schauspielerin
- Cruz, Marcos da, osttimoresischer Politiker
- Cruz, Margarida (* 1957), portugiesische Badmintonspielerin
- Cruz, Maria de Lourdes Martins (* 1962), osttimoresische Geistliche
- Cruz, Mariano Renato Monteiro da, osttimoresischer Politiker
- Cruz, Mario (* 1966), chilenischer Fußballspieler
- Cruz, Marisa (* 1974), portugiesisches Model, Fernsehmoderatorin und Schauspielerin
- Cruz, Mateo (* 1973), belizischer Straßenradrennfahrer
- Cruz, Mateus Lima (* 1993), brasilianischer Fußballspieler
- Cruz, Milton (1939–1998), dominikanischer Pianist
- Cruz, Milton (* 1957), brasilianischer Fußballspieler
- Cruz, Miriam (* 1968), dominikanische Merengue-Sängerin
- Cruz, Mónica (* 1977), spanische Schauspielerin TänzerinMónica Cruz (* 1977)

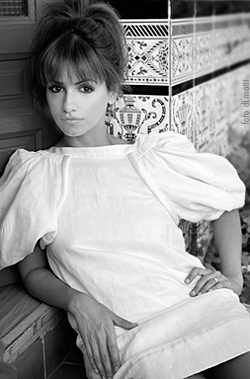
Mónica Cruz (* 1977)

- Cruz, Nelson (* 1980), dominikanischer Baseballspieler
- Cruz, Nelsy (1982–2025), dominikanische Politikerin
- Cruz, Nicky (* 1938), puerto-ricanischer Ex-Gangster und Evangelist
- Cruz, Nicolás de la (* 1997), uruguayischer Fußballspieler
- Cruz, Nikolas (* 1998), US-amerikanischer Amokläufer
- Cruz, Nilo (* 1960), kubanisch-US-amerikanischer Dramatiker und Pulitzer-Preisträger
- Cruz, Norma (* 1966), guatemaltekische Frauen- und Menschenrechtlerin
- Cruz, Orlando (* 1981), puerto-ricanischer Boxer
- Cruz, Oscar V. (1934–2020), philippinischer Geistlicher und Erzbischof von Lingayen-Dagupan
- Cruz, Osvaldo Héctor (1931–2023), argentinischer Fußballspieler
- Cruz, Oswaldo (1872–1917), brasilianischer Mediziner und Beamter
- Cruz, Patrick (* 1993), brasilianischer Fußballspieler
- Cruz, Paula Teixeira da (* 1960), portugiesische Juristin und Politikerin
- Cruz, Penélope (* 1974), spanische Schauspielerin und Oscar-PreisträgerinPenélope Cruz (* 1974)
- Cruz, Peter de (* 1990), Schweizer Curler

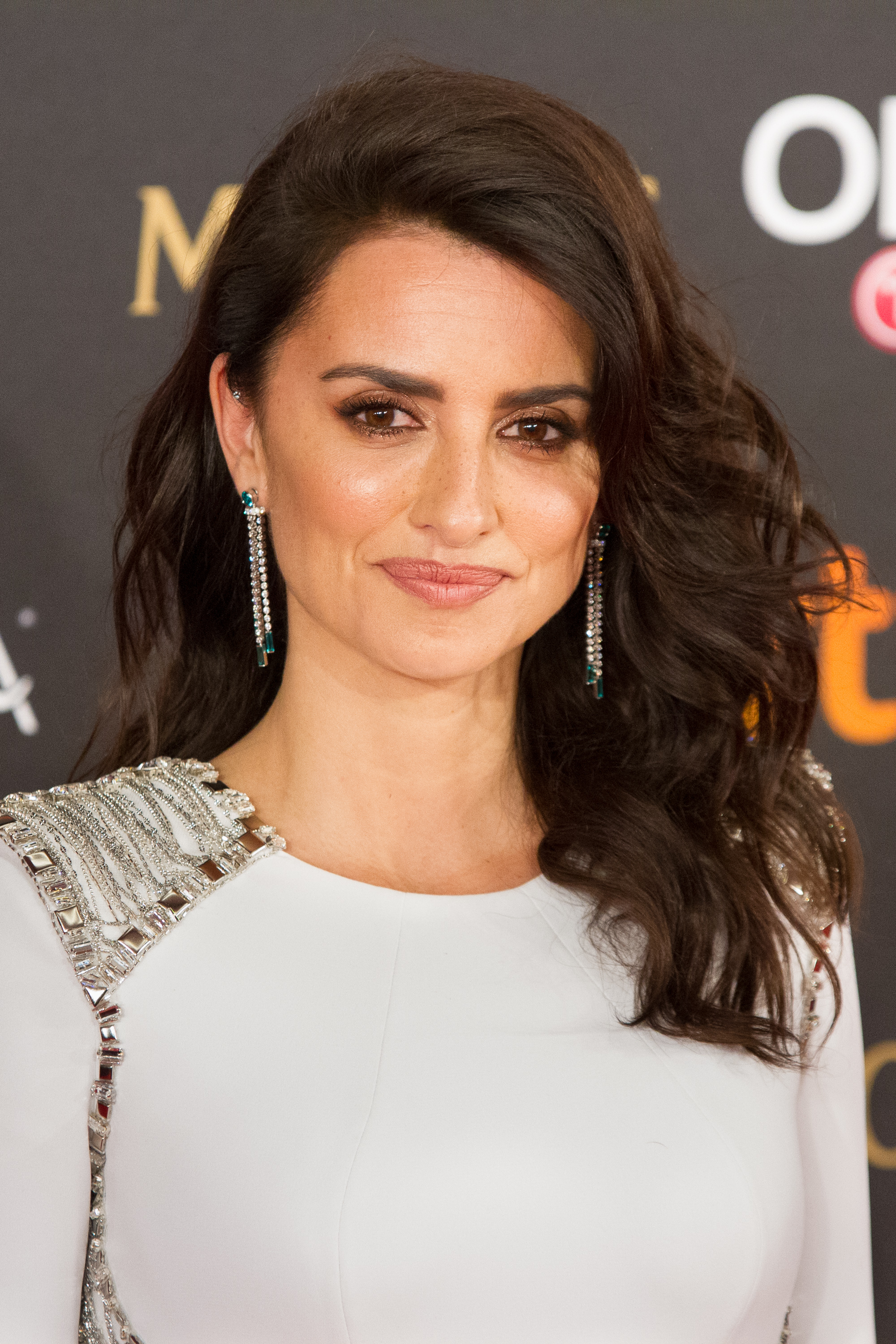
Penélope Cruz (* 1974)

- Cruz, Rafael (* 1960), philippinischer römisch-katholischer Geistlicher, Bischof von Baguio
- Cruz, Ramón de la (1731–1794), spanischer Dramatiker
- Cruz, Ramón Ernesto (1903–1985), honduranischer Politiker
- Cruz, Raúl de Antas Manso Preto Mendes (1893–1945), portugiesischer Offizier und Kolonialverwalter
- Cruz, Raymond (* 1961), US-amerikanischer Schauspieler
- Cruz, Roberto (* 1941), philippinischer Boxer im Halbweltergewicht
- Cruz, Rolando (* 1939), puerto-ricanischer Leichtathlet
- Cruz, Romulo Tolentino de la (1947–2021), philippinischer Geistlicher, römisch-katholischer Erzbischof von Zamboanga
- Cruz, Ruby (* 2000), US-amerikanische Schauspielerin
- Cruz, Rui António da, osttimoresischer Politiker
- Cruz, Serapio (1835–1870), liberaler Condottiere in Guatemala
- Cruz, Stella (* 1983), Schweizer Sängerin-Songwriterin
- Cruz, Stélvio Rosa da (* 1989), angolanischer Fußballspieler
- Cruz, Steve (* 1963), US-amerikanischer Boxer im Federgewicht
- Cruz, Steve (* 1972), US-amerikanischer Pornodarsteller und -filmregisseur
- Cruz, Taio (* 1980), britischer Sänger und Songwriter
- Cruz, Ted (* 1970), US-amerikanischer Politiker (Republikanische Partei)Ted Cruz (* 1970)

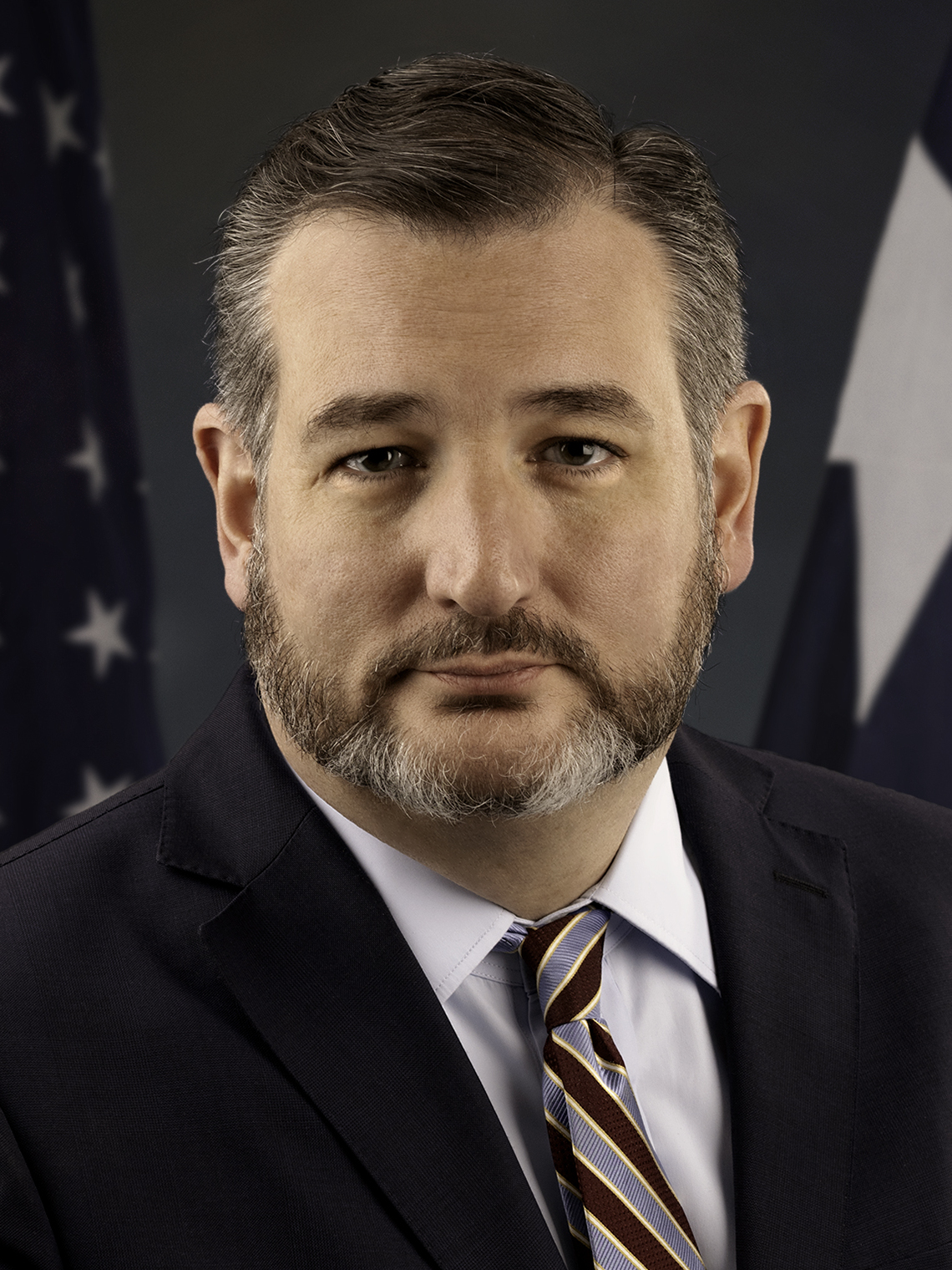
Ted Cruz (* 1970)

- Cruz, Thayse (* 1988), brasilianische Badmintonspielerin
- Cruz, Tó (* 1967), portugiesischer R&B-Sänger
- Cruz, Tomé Vera (* 1953), são-toméischer Politiker, Premierminister (2006–2008)
- Cruz, Tracy Lynn (* 1976), US-amerikanische Schauspielerin
- Cruz, Ulises de la (* 1974), ecuadorianischer Fußballspieler
- Cruz, Valerie (* 1976), US-amerikanische Schauspielerin
- Cruz, Vasco da, Milizenführer in Osttimor, Kriegsverbrecher
- Cruz, Víctor (1908–1998), kubanischer Sänger, Bassist und Komponist; Pionier kubanischer und lateinamerikanischer Musik in Deutschland
- Cruz, Victor (* 1986), US-amerikanischer American-Football-Spieler
- Cruz, Violeta (* 1986), kolumbianische Komponistin
- Cruz, Washington (* 1946), brasilianischer Ordensgeistlicher, emeritierter römisch-katholischer Erzbischof von Goiânia
- Cruz, Wendy (* 1976), dominikanischer Radrennfahrer
- Cruz, Wilson (* 1973), US-amerikanischer SchauspielerWilson Cruz (* 1973)

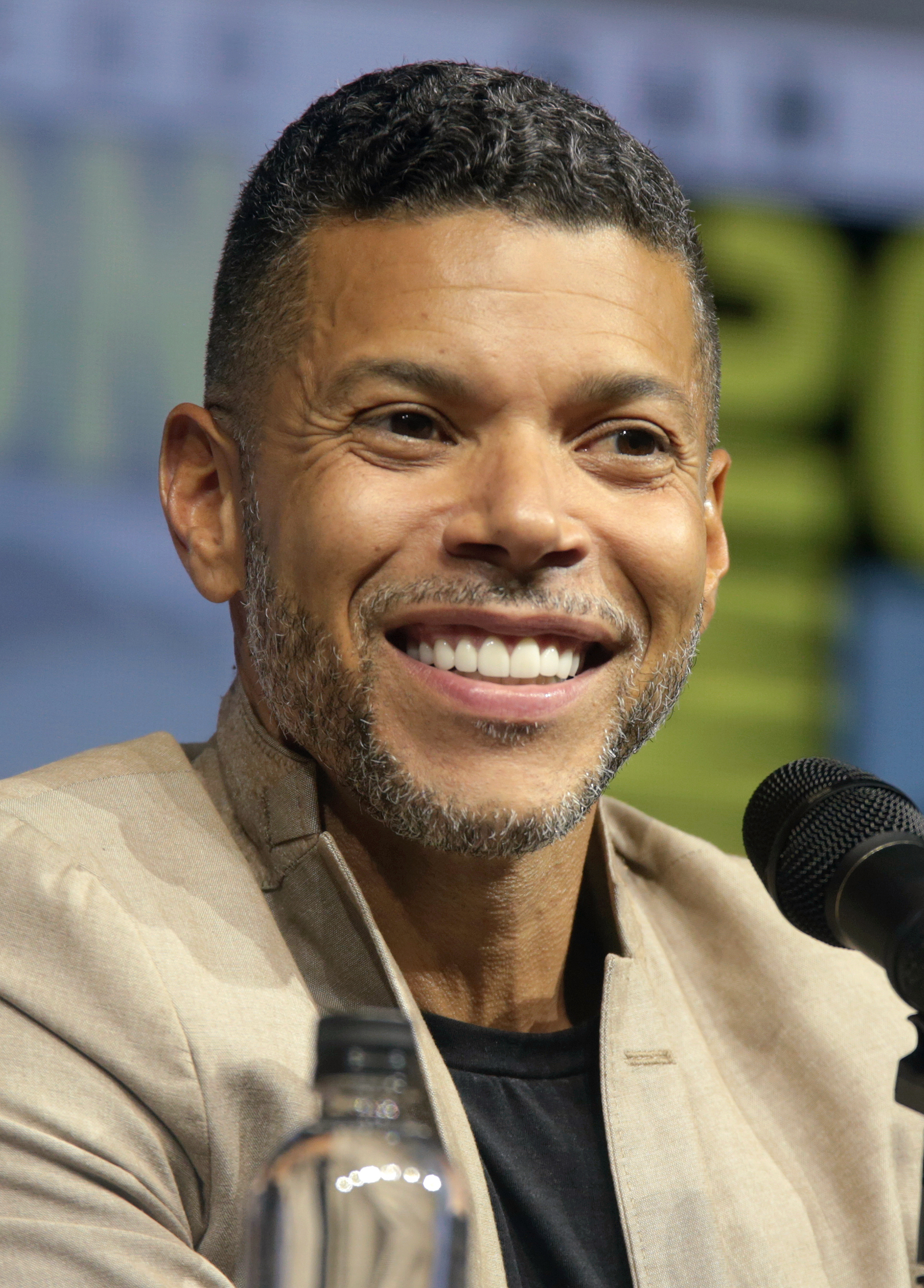
Wilson Cruz (* 1973)

- Cruz, Yanet (* 1988), kubanische Speerwerferin
- Cruz, Zoe (* 1955), US-amerikanische Bankmanagerin
- Cruz-Diez, Carlos (1923–2019), venezolanischer Künstler (konkrete Kunst)
- Cruz-Neira, Carolina, Informatikerin
- Cruz-Romo, Gilda (1940–2025), mexikanische Opernsängerin (Sopran)
- Cruzado, Luis (1941–2013), peruanischer Fußballspieler
- Cruzado, Rinaldo (* 1984), peruanischer Fußballspieler
- Cruze, James (1884–1942), US-amerikanischer Schauspieler und Filmregisseur
- Cruzvillegas, Abraham (* 1968), mexikanischer Konzept- und Installationskünstler